# Tiegoziero
Tiegoziero (ros. Тегозеро) – osiedle przy stacji w Rosji, w Karelii, w rejonie biełomorskim. W 2010 liczyło 2 mieszkańców.
Znajduje się tu stacja kolejowa Tiegoziero, położona na linii Biełomorsk – Obozierskij.